# 커티스 스톤

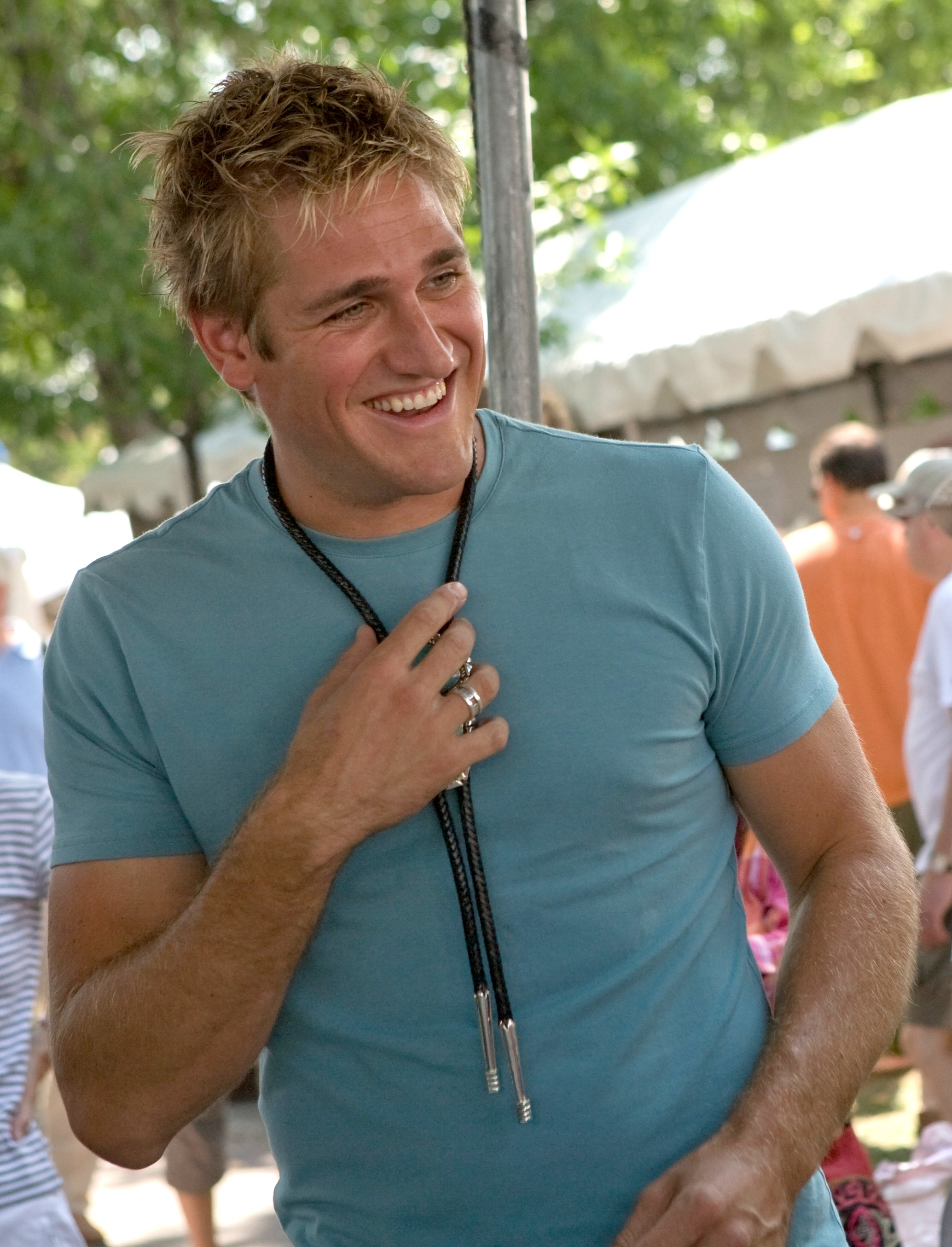
커티스 스톤

커티스 스톤(Curtis Stone, 1975년 11월 4일 ~ )은 오스트레일리아의 셰프, 방송인이다. 현재는 린지 프라이스와 결혼하여 아이를 1명 둔 상태이다. 멜버른에서 태어났으며, 각종 요리 프로그램 등에 출연하고 있다.